# Colline fortifiée d'Abaújvár
 (mars 2025).
Si vous disposez d'ouvrages ou d'articles de référence ou si vous connaissez des sites web de qualité traitant du thème abordé ici, merci de compléter l'article en donnant les références utiles à sa vérifiabilité et en les liant à la section « Notes et références ».
La Colline fortifiée d'Abaújvár (hongrois : abaújvári földvár) ou forteresse d'Abaúj (hongrois : abaúj-vár) est l’une des plus anciennes fortifications de Hongrie, ayant servi de centre administratif d’une joupanie (ispánság). Elle a connu son apogée entre le XIe siècle et le XIVe siècle.

## Site et localisation
La colline fortifiée d'Abaújvár, qui donna son nom au comitat, est située sur une colline isolée à la lisière des monts Zemplén, sur la rive du Hernád. Son diamètre est de 235-245 mètres, pour une superficie de 3,9 hectares. Le rempart atteint une hauteur de 3,5 à 4 mètres. Avec le temps, certaines parties ont été endommagées par l'urbanisation et l'agriculture, mais l'ensemble reste bien conservé. L'accès à l'intérieur se faisait par une porte unique située à l'est et protégée par un fossé.

## Histoire
La colline fortifiée d'Abaújvár est l'une des plus anciennes structures défensives de Hongrie et fut un centre administratif comtal (joupanie, ispánság), connaissant son apogée entre le XIe et le XIVe siècle.

### Origines et construction
Les fouilles archéologiques ont révélé que cette fortification en terre et en bois fut érigée sur les vestiges d'une implantation datant de l'époque des empereurs romains (Ier siècle-IVe siècle). Les objets mis au jour permettent d'estimer sa construction à la première moitié du XIe siècle. Cette hypothèse est confortée par la Chronique illustrée (Képes Krónika), qui attribue la construction de la forteresse au roi Sámuel Aba. Il est probable qu'il ait initié sa construction avant son court règne, lorsqu'il exerçait déjà des fonctions importantes comme celle de nádor (palfrenier en chef). Il est également connu pour avoir organisé le comitat d'Abaúj autour de ses propres terres et y avoir établi ce centre administratif.
Des vestiges de poteries de l'époque Árpádienne, dont un pot en céramique de 19,1 cm de haut datant des Xe siècle-XIe siècle, renforcent cette datation. La construction de la forteresse aurait nécessité environ 3 à 3,5 ans, mobilisant 72 260 m³ de terre et 11 770 m³ de bois.

### Rôle stratégique et histoire militaire
Dès ses origines, la colline fortifiée d'Abaújvár a joué un rôle crucial dans la défense de la frontière nord du royaume de Hongrie. Son existence est attestée lors de l'invasion de 1068 par Ozul, chef des Petchénègues-Ouzes. Un garde-frontière d'Abaújvár aurait alerté le roi de l'arrivée des envahisseurs. Selon la Chronique de Buda (Budai Krónika), cet éclaireur se nommait Fanciska, tandis que la Chronique illustrée le nomme Fantiska.
La forteresse a été impliquée dans plusieurs événements majeurs de l'histoire hongroise. En 1046, les princes Árpád András et Levente, rentrés d'exil, y rencontrèrent les insurgés menés par Vata, qui reconnurent András comme leur roi. Il y séjourna avant de partir pour Székesfehérvár, où il fut couronné. En 1106, le prince rebelle Álmos, avec le soutien de la Pologne, s'empara d'Abaújvár. Le roi Coloman le Bibliophile assiégea la forteresse, obligeant Álmos à se rendre.
Durant l'invasion mongole de 1241-1242, Abaújvár fut l'une des rares forteresses à résister aux assauts des Tatars. Un document de 1242 mentionne seulement 17 châteaux ayant tenu tête aux envahisseurs, dont cinq situés à l'ouest du Danube : Pozsony, Nyitra, Komárom, Fülek et Abaújvár.

### Déclin progressif et abandon
Au XIIIe siècle, la forteresse figure fréquemment dans des documents royaux relatifs à des donations de terres et à ses habitants. En 1251, Béla IV prit personnellement des mesures pour sa protection. Contrairement à d'autres châteaux comtaux qui perdirent de l'importance après l'invasion mongole, Abaújvár resta un centre stratégique jusqu'au XIVe siècle.
Les derniers documents mentionnant la forteresse remontent au XIVe siècle. En 1320 et 1322, l'ispán Fülöp Drugeth y émit plusieurs actes officiels. En 1353, Tamás Rufus est cité comme várnagy (châtelain). En 1399, le roi Sigismond autorisa Péter Perényi, nouveau seigneur de la région, à construire un château à Abaújvár. Cette permission fut confirmée en 1405, mais au lieu de moderniser la forteresse existante, il fit bâtir une nouvelle résidence à Nagyida.
À partir du XVe siècle, le château tomba en ruine, faute d'entretien. Les structures en bois se dégradèrent et les pierres furent réutilisées pour des constructions locales.

## Description
Les remparts étaient constitués d'une structure en bois et terre, formant des caissons remplis de terre compactée. Cette technique de construction, connue sous le nom de Kastenbaukonstruktion, impliquait l'assemblage de poutres entrecroisées, fixées par emboîtement plutôt que par des agrafes métalliques. Les couches supérieures étaient renforcées par un mur de pierre d'une largeur de 4 mètres et d'une hauteur actuelle de 0,5 mètre.

### Habitat à l'intérieur de la fortification
La colline fortifiée d'Abaújvár compte parmi les rares fortifications où des recherches archéologiques ont été menées à l'intérieur même du site. Les découvertes indiquent que la population locale, composée d'agriculteurs et d'éleveurs, s'y est installée dès la construction de la forteresse au XIe siècle. La présence d'une pièce de monnaie en argent frappée sous le règne du roi András Ier atteste de cette occupation. Cette population disparut progressivement au XVe siècle.
Les fouilles ont également mis au jour des armes appartenant aux guerriers de la forteresse. Il ressort que des archers légèrement armés et des chevaliers en armure ont fréquenté les lieux. En effet, les ispáns étaient tenus d'entretenir des soldats en armure au-delà d'un certain revenu.
Si aucun chantier de fouilles approfondi n'a été mené, les investigations de surface dans l'angle nord-ouest suggèrent la présence de bâtiments en pierre et en brique. Ces édifices auraient abrité les autorités civiles et ecclésiastiques de la forteresse. Un sceau en bronze destiné à être porté autour du cou et portant l'inscription du nom Lázár, vraisemblablement juge ou intendant de l'ispán, constitue une preuve de la présence d'une administration locale dans le château.

### L'église romane et sa nécropole
Sur le flanc nord de la forteresse, les archéologues ont mis au jour une église romane, qui fut la première église d'Abaújvár et l'un des premiers centres de l'archidiaconé local. L'édifice était orienté approximativement vers l'est, conformément aux pratiques médiévales, bien que son alignement exact dépende des variations saisonnières. L'identité de son saint patron demeure inconnue.
L'église était composée d'une nef unique et d'un chœur semi-circulaire. Ses murs, d'une épaisseur d'environ un mètre, étaient peints, comme en témoignent des traces de pigment rouge et gris retrouvées sur place. L'édifice mesurait plus de 15 mètres de long et environ 7 mètres de large. Son plan irrégulier entraîne une légère différence de longueur entre ses murs latéraux. L'entrée se situait vraisemblablement au sud, selon l'usage courant dans l'architecture religieuse médiévale.
Des fragments de cloches découverts lors des fouilles laissent supposer qu'une tour-clocher accompagnait l'édifice. L'église était déjà en place à la fin du XIe siècle, et des modifications y furent apportées au XIIIe siècle. À cette époque, le niveau du chœur fut surélevé et relié à la nef par un escalier dont trois marches subsistent encore. Ce remaniement impliqua également la suppression de l'arc triomphal qui séparait initialement le chœur de la nef. Le sol était pavé de dalles de pierre, dont certaines sont encore en place, et des vestiges de la voûte en brique ont été retrouvés. Sur le mur ouest de la nef, des piliers massifs devaient supporter une tribune.
L'existence d'un archiprêtre (esperes) à Abaújvár est mentionnée pour la première fois au milieu du XIIIe siècle. Un document daté du 15 avril 1354 atteste qu'un prêtre du nom de János, officiant à Abaújvár, exerçait également les fonctions d'archiprêtre et d'assesseur judiciaire (alkamarás).
Autour de l'église s'étendait un vaste cimetière où 786 tombes ont été mises au jour, bien que leur nombre total soit estimé à plus du triple. Des ossements mêlés à des gravats de construction suggèrent qu'avant les réaménagements du XIIIe siècle, des inhumations avaient aussi lieu à l'intérieur de l'église. Il est probable que des membres du clergé y aient été enterrés, comme l'indique la découverte d'une pierre tombale datée de la transition entre les XIe siècle et XIIe siècle, ornée d'une croix gravée en son centre.

### Objets funéraires et traces de la société médiévale
Les sépultures livrent des indices sur la hiérarchie sociale et les influences culturelles de l'époque. Parmi les trouvailles figurent des boucles d'oreilles, des anneaux de cheveux, ainsi que des fibules et des broches en bronze. Certaines tombes révèlent la présence de pièces de monnaie, dont cinq ont été retrouvées dans une même sépulture, probablement celle d'un individu de haut rang. Un collier en perles de kauri, des perles métalliques en fil d'argent torsadé, sans doute d'origine byzantine, et un pendentif en cornaline en forme de croix témoignent également du statut privilégié de certains défunts.
Des armes ont aussi été mises au jour, notamment des fourreaux de dagues et d'épées richement décorés. Deux sépultures contenaient des pointes de flèches fichées dans les os des défunts : l'une dans le sacrum, l'autre dans une vertèbre cervicale, attestant de la présence de guerriers parmi les habitants du château.
Les traces d'ossuaires suggèrent qu'à certaines périodes, les anciens enterrements étaient déplacés pour faire place à de nouvelles sépultures. L'ensemble des découvertes, dont la datation s'étend du XIe siècle au XVe siècle, confirme que la colline fortifiée d'Abaújvár et son église connurent leur apogée au XIVe siècle avant de décliner progressivement au XVe siècle.

## Mesures de protection du patrimoine
Les premières recherches sur le site furent menées par Gyula Bartalos dans les années 1900-1910, puis poursuivies à partir de 1956 par Andor Saád. Les fouilles archéologiques débutèrent en 1974 et se concentrèrent d'abord sur l'enceinte extérieure avant d'être étendues à l'intérieur du site en 1976. L'exploration s'acheva en 1981.
En 1976, les archéologues mirent au jour les restes d'une église archidiaconale ainsi que 586 tombes dans le cimetière attenant. Les campagnes de 1977 et 1978 révélèrent 191 tombes supplémentaires, un ossuaire, des traces d'habitations et des installations domestiques (fours et foyers). Après une longue interruption, les fouilles reprirent en 2019 dans le cadre du programme de l'Abbaye des Árpád, couvrant une surface de 2 270 m². Cette phase permit la découverte d'un grand palais probable du XIIe siècle ainsi qu'un trésor contenant de nombreuses pièces et bijoux.
Aujourd’hui, les remparts de la forteresse sont toujours visibles, mais leur aspect est altéré par la végétation et l’urbanisation environnante. Bien que leur état de conservation ne permette pas une mise en valeur spectaculaire, ils restent un témoignage important de l’histoire militaire et administrative médiévale de la Hongrie. Le site fait l'objet de plusieurs campagnes de protection et de restauration. Des fouilles archéologiques ont permis d'approfondir la connaissance du site et des efforts sont entrepris pour préserver les structures restantes.
Depuis 2009, le site accueille chaque été le festival de la forteresse d'Abaújvár.